# Seeleiten Straße
Die Seeleiten Straße (B 152) ist eine Landesstraße in Österreich. Sie verläuft auf einer Länge von 24 km durch das Salzkammergut und führt am östlichen und südlichen Ufer des Attersees entlang. Benannt ist die Straße nach der Seeleiten, dem von den östlich des Attersees aufragenden Bergen zum See hinunterlaufenden Hang.

## Geschichte

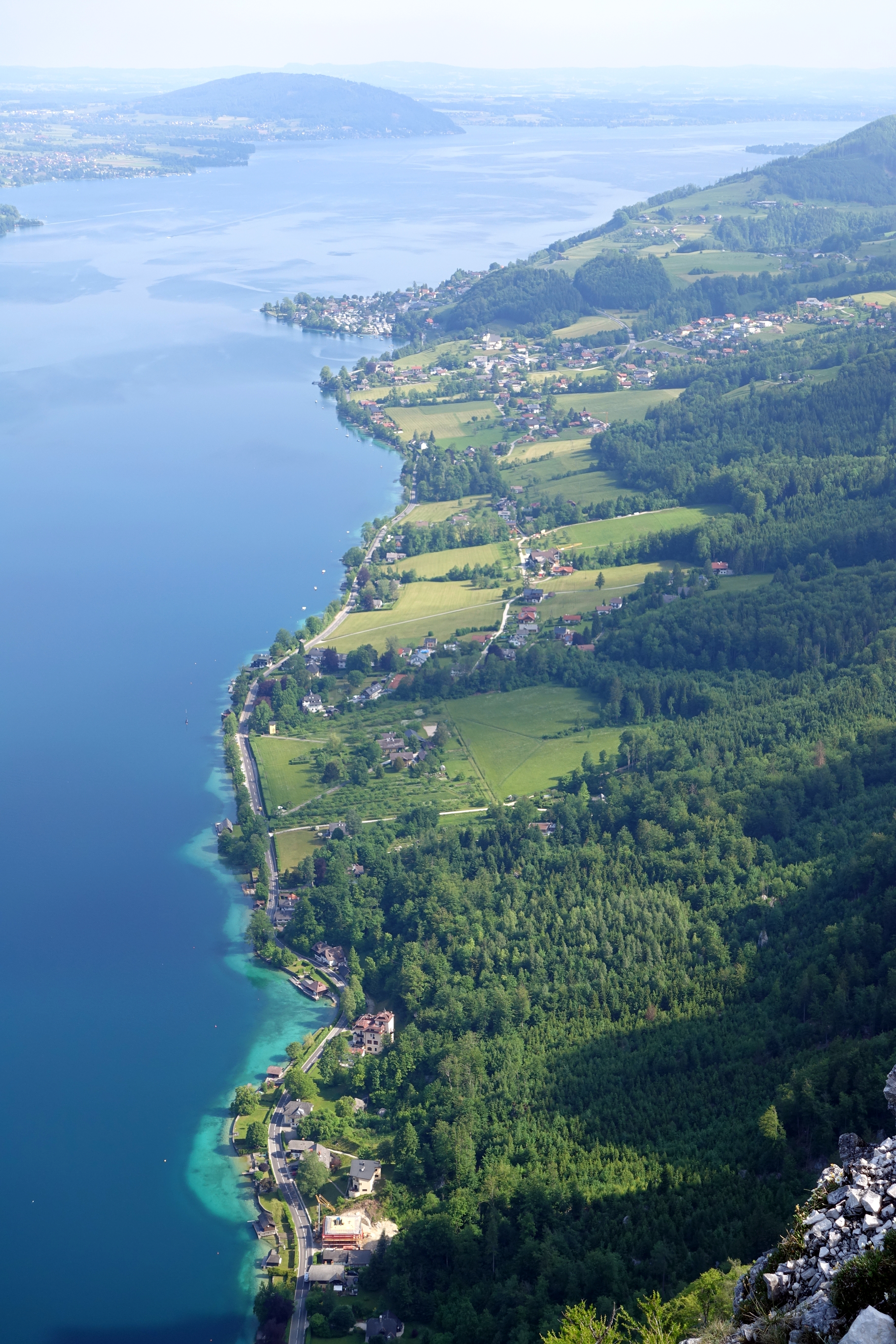
Seeleiten Straße am Ostufer bei Steinbach am Attersee

Eine Römerstraße, von der jedoch keine Überreste erhalten sind, führte am östlichen Ufer des Attersees bis Bad Ischl. Um 1840 wurde die heutige Straße am östlichen Ufer des Attersees erbaut. Beim Straßenbau entdeckte man Urnen und Werkzeuge aus römischer Zeit.
Die 25,8 km lange Atterseer Bezirksstraße, die von Timelkam bis Weißenbach am Attersee führte, wurde 1932 in Weyregger Straße umbenannt. In Weißenbach mündete sie in die Mondseestraße.
Nach dem Anschluss Österreichs wurde das oberösterreichische Straßennetz nach reichsdeutschem Vorbild neu geordnet. Die Straße zwischen Unterach und Ober Thalheim wurde am 1. April 1940 zur Landstraße I. Ordnung erklärt und als L.I.O. 11 bezeichnet.
Die Seeleiten Straße gehört seit dem 1. Jänner 1951 zum Netz der Bundesstraßen in Österreich.
Nach einem Felssturz Anfang Februar 2021 in Steinbach am Attersee wurde die B 152 hier für Monate gesperrt. Am 3. Mai 2021 wurde ein 700 Kubikmeter großer Fels, der oberhalb der B 152 abzustürzen drohte, gesprengt. In der Folge werden Panzerigel aufgestellt und die B 152 saniert.